# Phymastichus
Phymastichus är ett släkte av steklar. Phymastichus ingår i familjen finglanssteklar.
Kladogram enligt Catalogue of Life:
| Phymastichus | \| \| Phymastichus coffea \| \| \| \| \| \| Phymastichus xylebori \| \| \| \| |
|              | \| \| Phymastichus coffea \| \| \| \| \| \| Phymastichus xylebori \| \| \| \| |
|              | Phymastichus coffea                                                           |
|              |                                                                               |
|              | Phymastichus xylebori                                                         |
|              |                                                                               |